# Una (Himachal Pradesh)
Una is een nagar panchayat (plaats) in het district Una van de Indiase staat Himachal Pradesh. 

## Demografie
Volgens de Indiase volkstelling van 2001 wonen er 15.900 mensen in Una, waarvan 53% mannelijk en 47% vrouwelijk is. De plaats heeft een alfabetiseringsgraad van 75%. 